# National Gazette

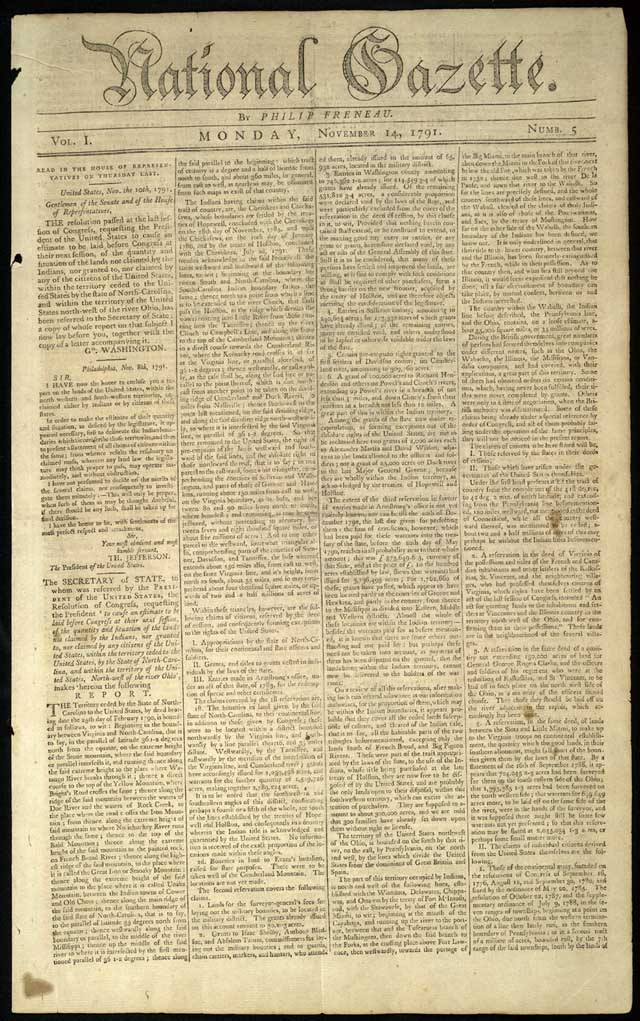
Ausgabe vom 14. November 1791

Die National Gazette war eine zweiwöchentlich erscheinende Zeitung in den frühen Jahren der Vereinigten Staaten. Sie erschien vom 31. Oktober 1791 bis zum 23. Oktober 1793 in Philadelphia. Herausgeber war der Dichter Philip Freneau. 
Die National Gazette wurde auf Betreiben der Meinungsführer der Anti-Föderalisten, vor allem James Madison und Thomas Jefferson, gegründet, um der Gazette of the United States, dem publizistischen Sprachrohr der Föderalistischen Partei um Alexander Hamilton, Paroli zu bieten. 
Da Jefferson bis 1793 das Amt des Außenministers in George Washingtons Kabinett bekleidete, ergab sich die paradoxe Situation, dass die National Gazette als Oppositionsblatt tatsächlich maßgeblich von einem führenden Regierungsmitglied getragen wurde. Der Umstand, dass Jefferson Freneau 1791 kurz vor Gründung des Blattes einen einträglichen Posten als Übersetzer im Außenministerium verschafft hatte, wurde von ihren föderalistischen Gegnern als Vetternwirtschaft kritisiert. 
Freneaus National Gazette profilierte sich in kurzer Zeit mit scharfen Angriffen auf Washingtons Führungsstil und insbesondere auf Hamiltons Finanzpolitik, die sie etwa 1792 als „numerous evils...pregnant with every mischief“ beschrieb. Eine Feier anlässlich George Washingtons 61. Geburtstag betitelte das Blatt als Vorbote monarchistischer Allüren.
Im Oktober 1793 stellte das Blatt das Erscheinen ein. Als mögliche Gründe für das recht abrupte Ende werden Jeffersons bevorstehender Rücktritt aus dem Kabinett, aber auch eine sinkende Zahl von Abonnenten genannt. 